# Ivan Grubišić
Pour les articles homonymes, voir Grubišić.
 (mars 2017).
Si vous disposez d'ouvrages ou d'articles de référence ou si vous connaissez des sites web de qualité traitant du thème abordé ici, merci de compléter l'article en donnant les références utiles à sa vérifiabilité et en les liant à la section « Notes et références ».
Ivan Grubišić, né le 20 juin 1936 à Dicmo (royaume de Yougoslavie) et mort le 19 mars 2017 à Split (Croatie), est un prêtre catholique et une personnalité politique croate dont la liste (sans étiquette) a obtenu deux députés au Sabor lors des élections de 2011.